# Radka (inslagkrater)
Radka is een inslagkrater op de planeet Venus. Radka werd in 1985 genoemd naar Radka, een Bulgaarse meisjesnaam.
De krater heeft een diameter van 10,5 kilometer en bevindt zich in het quadrangle Snegurochka Planitia (V-1).